# Hemibagrus peguensis
Hemibagrus peguensis är en fiskart som först beskrevs av Boulenger, 1894.  Hemibagrus peguensis ingår i släktet Hemibagrus och familjen Bagridae. IUCN kategoriserar arten globalt som livskraftig. Inga underarter finns listade i Catalogue of Life.